# 藪 (蕎麦屋)

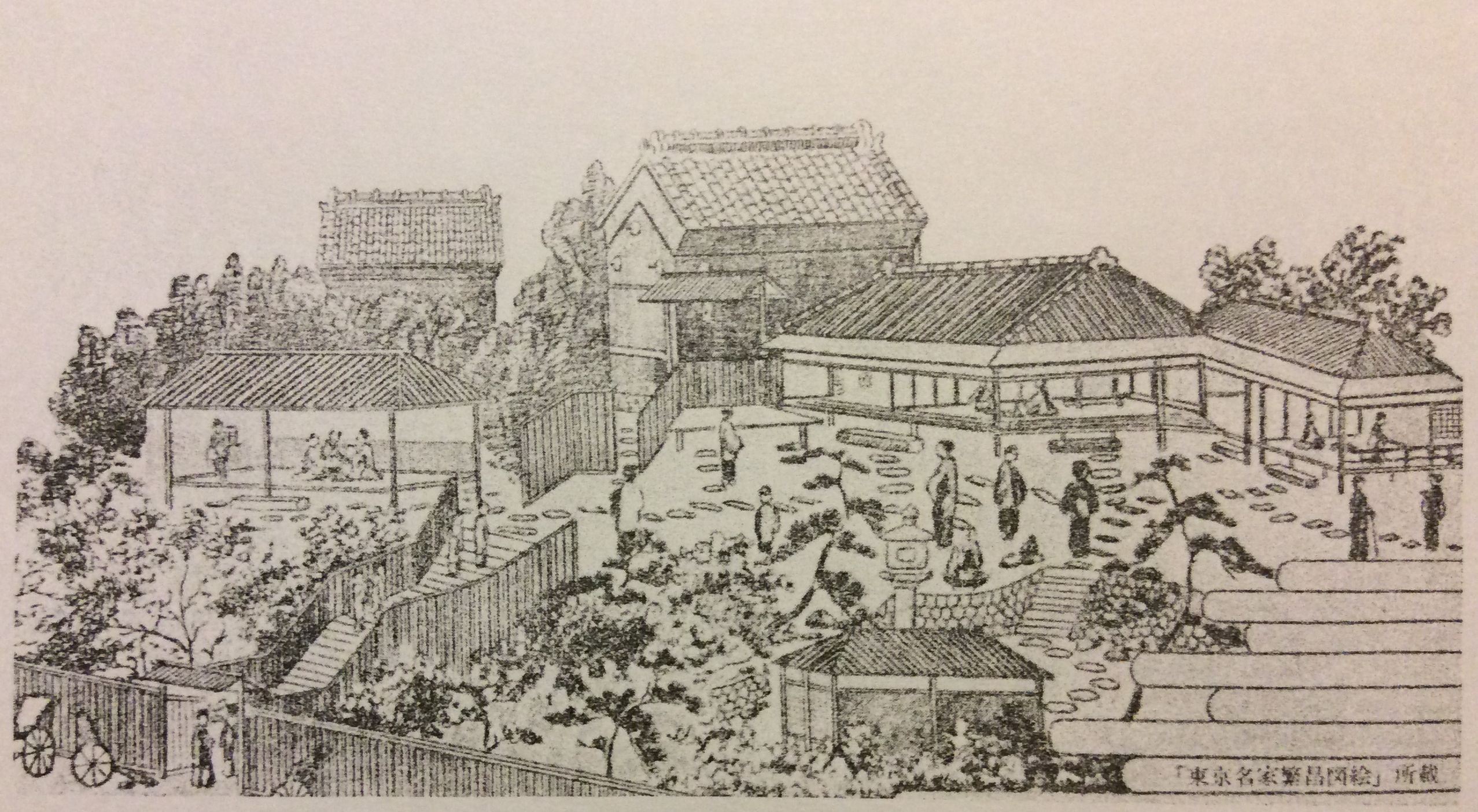
明治35年、『東京名家繁昌図絵』、「団子坂藪蕎麦・蔦屋 三輪伝次郎」

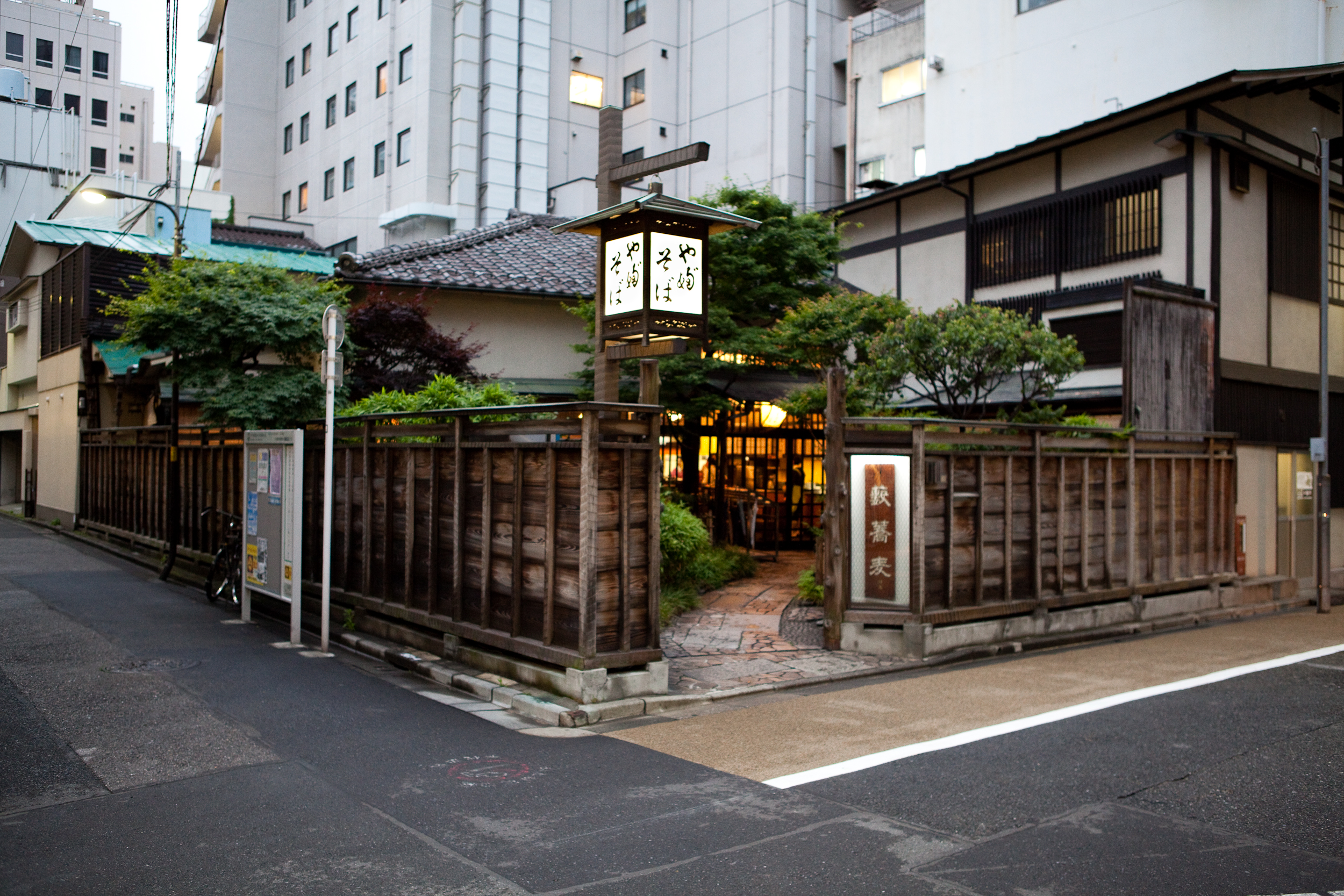
「かんだやぶそば」旧店舗（2009年撮影）

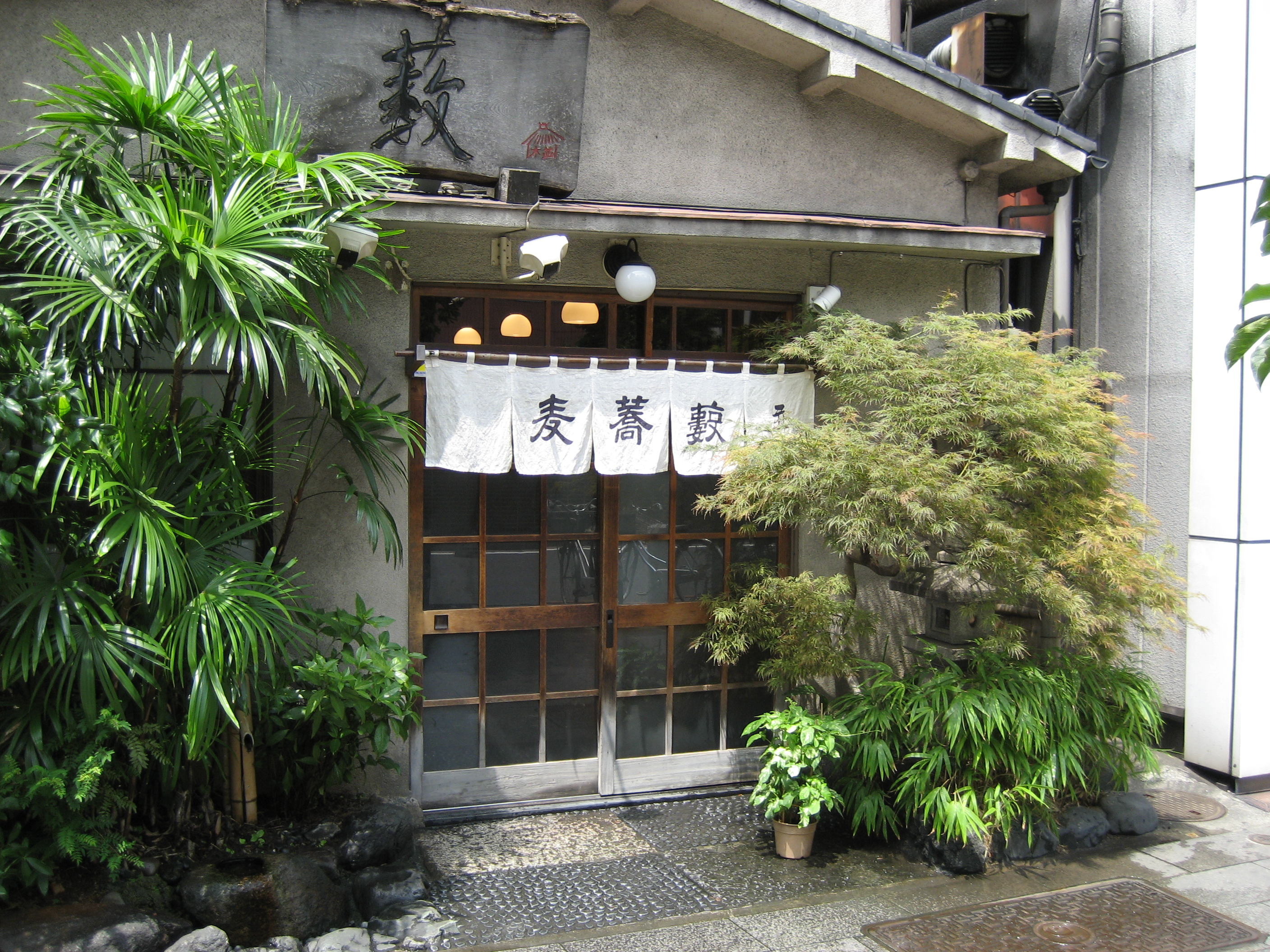
「並木藪蕎麦」店舗

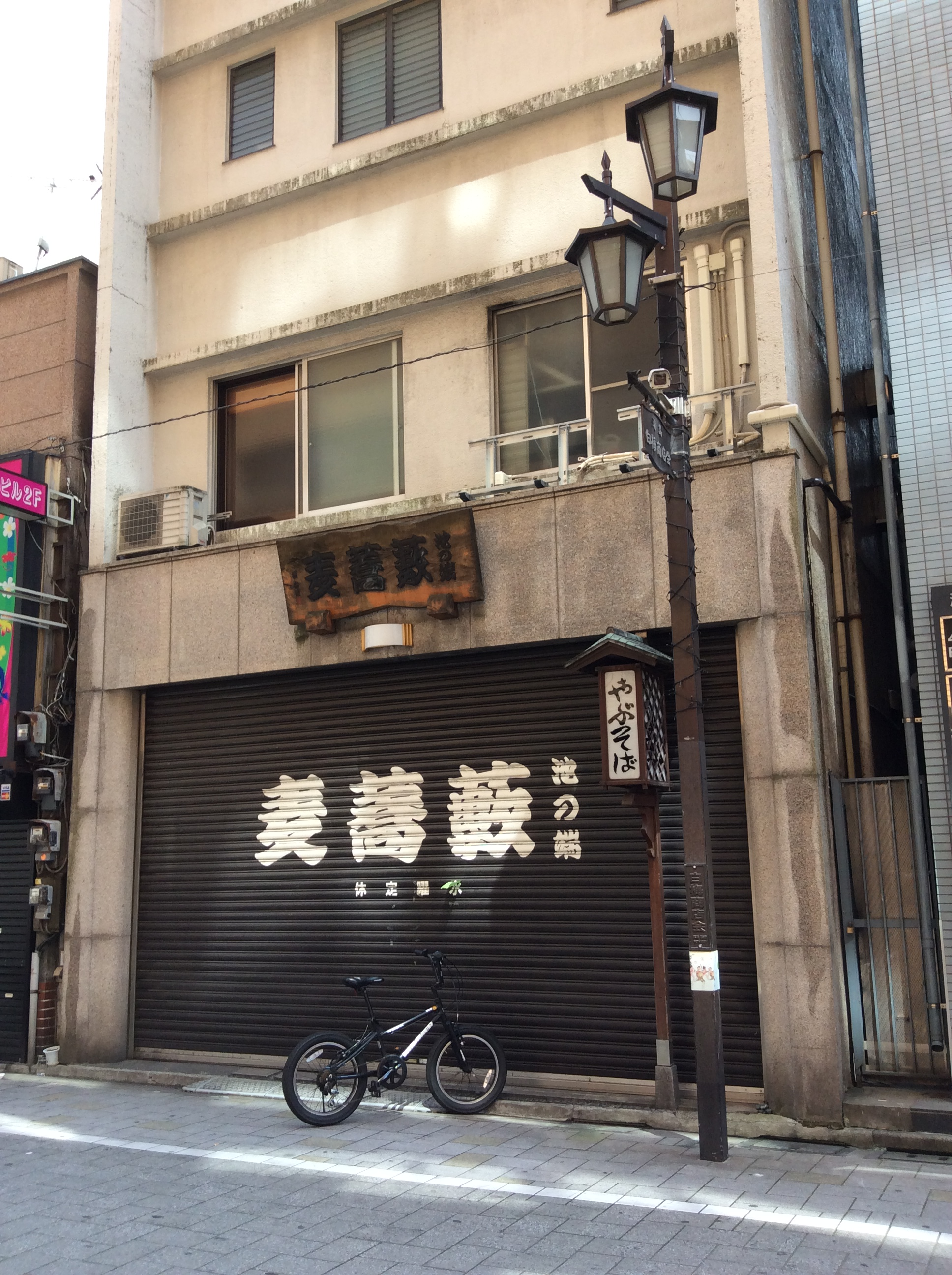
閉店した「池の端藪蕎麦」店舗（2016年4月9日撮影）

藪（やぶ）は、江戸の蕎麦屋の老舗。「更科 (蕎麦屋)」、「砂場 (蕎麦屋)」と並び、蕎麦御三家の一つに数えられている。藪蕎麦の麺の色は緑色である。平仮名表記は「やぶ」「やぶそば」であるが、ロゴとして表記する場合、「ぶ」の表記には平仮名の「ぬ」に濁点を付した「ぬ゙」に似た変体仮名「𛂱゙」(漢字「婦」から派生)が用いられることがある。

## 歴史
- 1735年（享保20年） - 『続江戸砂子温故名跡志 5巻』、菊岡沾涼著、享保20年、に次の記述がある。

鬼子母神の門前茶屋と、茶屋町を離れた藪の中にも蕎麦屋が一軒あったことが分かる。藪の蕎麦は御獄という字にあり、いまの雑司谷一丁目付近と思われる、竹藪が繁茂し俚俗「藪の内」と称した。
- 1833年（天保4年） - 『慊堂日暦』、江戸後期の漢学者・松崎慊堂の日記に、「団子坂の千（駄木）蔦屋に入り蕎麦条を食ふ」という条があり、この年にすでに団子坂の「蔦屋」は営業していた。『蕎麦辞典』、植原路朗著では、「蔦屋」の創業者は下野国（現・栃木県）喜連川出身の武家・三輪某と書かれている[3][4]。
- 1854年（安政元年）8月5日 - 後の「神田藪蕎麦」初代・堀田七兵衛生まれる。
- 1861年（万延2年） - 『改正尾張屋板の切絵図』、「小石川谷中本郷絵図」に団子阪（坂）の名が載っている。団子坂は現在の文京区千駄木のことで、江戸時代からこう呼ばれていた。この坂の近くに「蔦屋」というそば屋があり、「藪そば」と呼ばれていた。もともと「やぶそば」という名は、土地の人たちがつけた俗称で、この坂の周辺には大きな竹藪があり、その竹藪に囲まれたそば屋ということから、「やぶそば」と呼ばれるようになった[5]。
- 1874年（明治7年）-　藪そばで修行していた伊藤文平が江戸から函館、小樽にて藪そばの屋台「夜鳴き蕎麦」を開業した。これが現在の釧路市に本店のある東家総本店「竹老園」のはじまりで、藪蕎麦の傍系にあたる。敷地が広大で日本庭園を有しており旅館のような造である。大正天皇が恩賜した清国総理　李鴻章の書がある他、昭和天皇が行幸された際におかわりした逸話がある。
- 1880年（明治13年） - 浅草蔵前のそば屋「中砂」の四代目・堀田七兵衛（後の初代・神田藪蕎麦）は、神田連雀町の「蔦屋」の支店「団子坂支店・藪蕎麦」を譲り受けた。現在の「かんだやぶそば」の始まり。そば屋「中砂」は、当時の蔵前には「砂場」が3軒あり、その真中の店であったため「中砂」と呼んでいて、堀田七兵衛は「砂場」系のそば屋だったようである。堀田家の菩提寺である豊島区北池袋にある西念寺の墓石には、〇に砂の字と、大坂屋七兵衛の字彫りがある。また、『東京名物志』には、東京の三大「藪そば」に、「蔦屋」、「藪中庵」、「連雀町藪蕎麦」を挙げている。
- 1887年（明治20年）3月5日 - 後の「並木藪蕎麦」初代・堀田勝三生まれる。
- 1901年（明治34年） - 『東京名物志』には、当時の東京の有力そば屋9軒を挙げている。その中に「藪そば 本郷区駒込千駄木林町三輪伝次郎」が紹介されている[1]。

- 1906年（明治39年） - 「団子坂藪蕎麦・蔦屋」は、三代目・三輪伝次郎の時に廃業した。『蕎麦通』、「明治年間に廃絶した店」の一節に、明治年間の「蔦屋」の敷地の広さは1,600坪ともいわれ、そば屋とは思えない壮大な店だった、とある[6]。

- 1910年（明治43年） - 「神田藪蕎麦」、堀田康一（後の三代目・神田藪蕎麦）生まれる。
- 1913年（大正2年） - 「神田藪蕎麦」、初代・堀田七兵衛の三男・堀田勝三は、浅草並木町に「並木藪蕎麦」を開業。並木町の店は、元は「団子坂藪蕎麦」の支店で「藪金（団子坂支店の四天王）」という名のそば屋だったが、初代・堀田七兵衛が譲り受けた。
- 1917年（大正6年） - 「並木藪蕎麦」、長男・堀田平七郎（後の二代目・並木藪蕎麦）生まれる。
- 1923年（大正12年） - 連雀町の「連雀町藪蕎麦（現・かんだやぶそば）」は関東大震災により焼失したが、同年12月に再建された、数寄屋造りの木造平屋建ての店舗である。「並木藪蕎麦」初代堀田勝三に、三男・堀田鶴雄（後の池の端藪蕎麦初代）生まれる。

『食行脚 東京の巻』、 奥田謙二郎著、「菊蕎麦」
- 1927年（昭和2年）11月5日 - 「神田藪蕎麦」初代・堀田七兵衛が74歳で死去。
- 1933年（昭和8年） - 神田淡路町の地名が町名変更となり、連雀町藪蕎麦から「神田藪蕎麦」に改称。
- 1945年（昭和20年） - 「並木藪蕎麦」が第二次世界大戦により店舗焼失。
- 1950年（昭和25年） - 「並木藪蕎麦」の営業が再開された。初代・堀田勝三と三男・堀田鶴雄で店を切り回した。
- 1954年（昭和29年） - 長男・堀田平七郎は日本橋三越の支店を担当していたが、「並木藪蕎麦」に戻ることになり、三男・堀田鶴雄は上野の池之端に店を出した(「池の端藪蕎麦」)。
- 1956年（昭和31年）3月18日 - 「並木藪蕎麦」初代・堀田勝三が69歳で死去。二代目・堀田平七郎が継ぐ。堀田平七郎は東京のそば屋組合の蕎麦技術研修講座の講師を務めるなど、そば屋の技術向上に貢献した。
- 1972年（昭和47年） - 「池の端藪蕎麦」木造2階建の店舗を鉄筋コンクリート造4階建てのビルに建替える。
- 1992年（平成4年） - 「並木藪蕎麦」二代目・堀田平七郎が75歳で死去。堀田平七郎には嗣子がなかったため、最後の弟子を養子にし、三代目・堀田浩二（旧姓・原）が継いだ[2]。
- 2001年（平成12年） - 「神田藪蕎麦」の建物が東京都選定歴史的建造物の指定を受けた。
- 2013年（平成25年）2月19日 - 「神田藪蕎麦」夜間に発生した火災により、約600m2の店舗のうち約190m2を焼失。その後、旧店舗を取り壊し、同じ敷地に鉄骨構造平屋（一部2階建）の店舗を改築した。
- 2014年（平成26年）10月20日 - 「神田藪蕎麦」新店舗で営業を再開。不慮の火災で焼け残った、釣り行燈や看板をそのまま使用し、街と店との一体感をもたせるため板塀を取りはらった。
- 2016年（平成28年）7月 - 「池の端藪蕎麦」二代目・堀田勝之が体調を崩したため休業の後閉店。末期はかなり粗雑なつくりの蕎麦であったという。店舗は解体され、跡地にはテナントビルが建っている。
- 2016年（平成28年） - 現在、「かんだやぶそば」は四代目・堀田康彦が、「並木藪蕎麦」は三代目・堀田浩二が暖簾を受継いでいる[2]。

## 現在の藪蕎麦
藪蕎麦の特徴は、醤油の味が強く塩辛いそばつゆである。そのため「つゆをちょっとだけつけて食べる」という江戸風の蕎麦の食べ方が定着した。10代目金原亭馬生が落語『そば清』の枕で「死ぬ前に一度、つゆをたっぷりつけて蕎麦を食べたかった」と言って事切れる江戸っ子の話を用い、有名となった。
長らく「かんだやぶそば」、「並木藪蕎麦」、「池の端藪蕎麦」が「藪蕎麦御三家」とされていた。
かんだやぶそば
神田須田町（住所表示は神田淡路町2丁目10番地、北緯35度41分49.3秒 東経139度46分7.3秒 / 北緯35.697028度 東経139.768694度）にあり、1880年に創業。作家池波正太郎もよく通った店でもある。木造平屋建ての現店舗は、関東大震災後の1923年に建築された。佐々木芳次郎の設計による数寄屋造りで、東京都選定歴史的建造物に選定されている。加山雄三の主演映画『帰ってきた若大将』のロケもこの店で行われた。2013年2月19日夜出火し、店舗のほか隣接する建物と合わせて焼けるという火事に見舞われた。以後1年8ヶ月に渡って休業し、重要文化財などの文化財指定以外では初となる東京都選定歴史的建造物の解除（事実上の取り消し）となった。2014年10月20日に新家屋が再建され、営業再開。
並木藪蕎麦（なみきやぶそば）
かんだやぶそばの主人・堀田七兵衛の三男である堀田勝三（1887年 - 1956年3月18日）が、1913年に浅草雷門前に創業（北緯35度42分34.8秒 東経139度47分45.3秒 / 北緯35.709667度 東経139.795917度）。その後を、長男の堀田平七郎（1917年 - 1992年12月13日）が継ぐ。
池の端藪蕎麦（いけのはたやぶそば、閉店）
1954年6月に並木藪蕎麦の主人・堀田勝三の次男である堀田鶴雄がのれんわけで創業。所在地は名称の由来である台東区上野池之端でなく、近接する文京区湯島であった（北緯35度42分32.2秒 東経139度46分15.7秒 / 北緯35.708944度 東経139.771028度）。
竹老園 東家総本店（ちくろうえん）
1874年創業。所在地は北海道釧路市柏木町3-19。伊藤文平が戊辰戦争の際に修行していた神田藪蕎麦から、函館、小樽を経由して釧路に移住して開業したもの。北海道最古の蕎麦屋で、全国から蕎麦職人の修業者が集まる。昭和天皇が行幸の際にお代わり（らんぎり蕎麦）をした店として度々皇族が訪れる。
明治の神田薮蕎麦の影響を色濃く残し広大な敷地には池のある日本庭園を有している。

藪蕎麦一門のそば
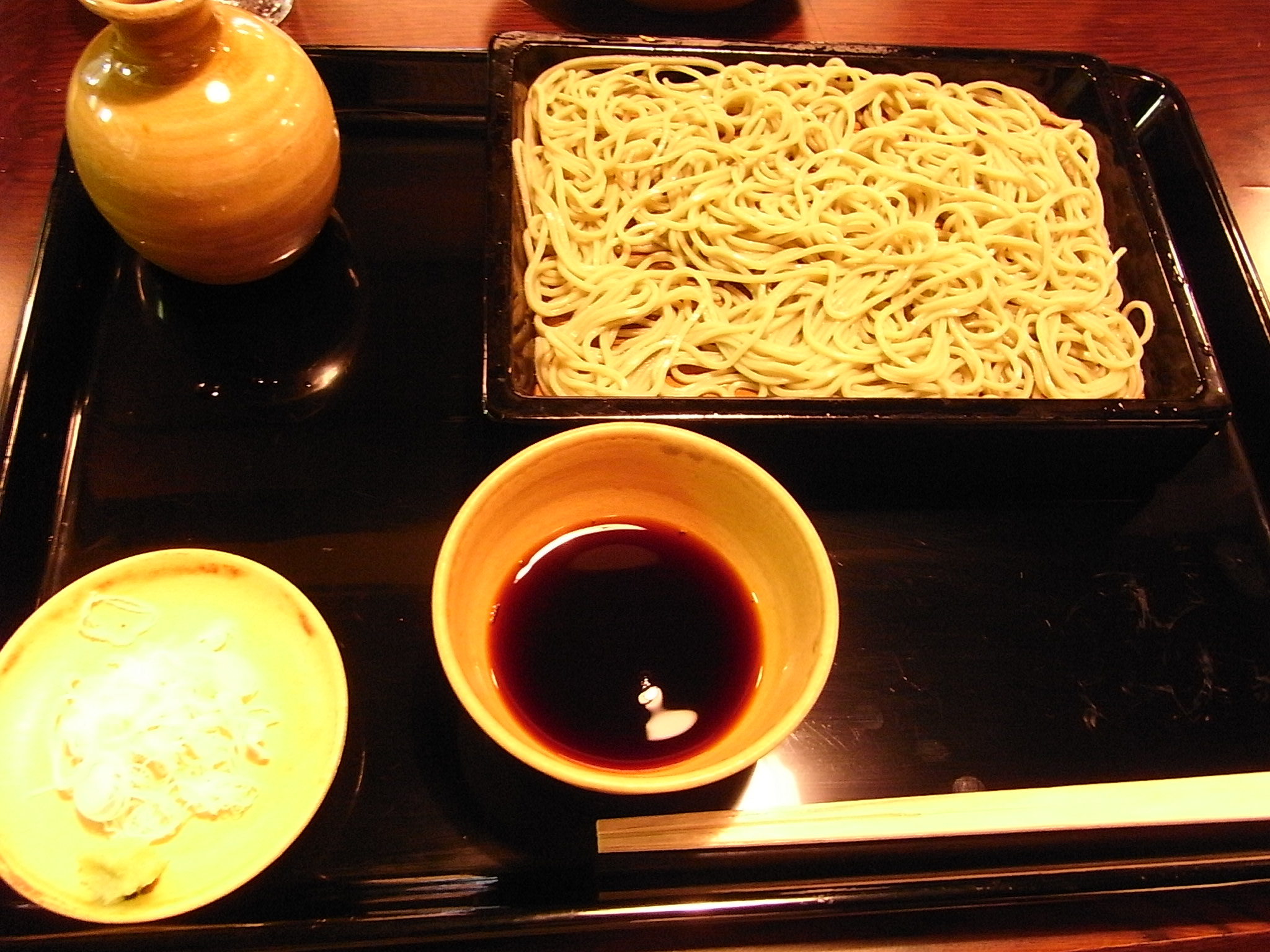
「かんだやぶそば」の「せいろうそば」（2009年9月27日撮影）
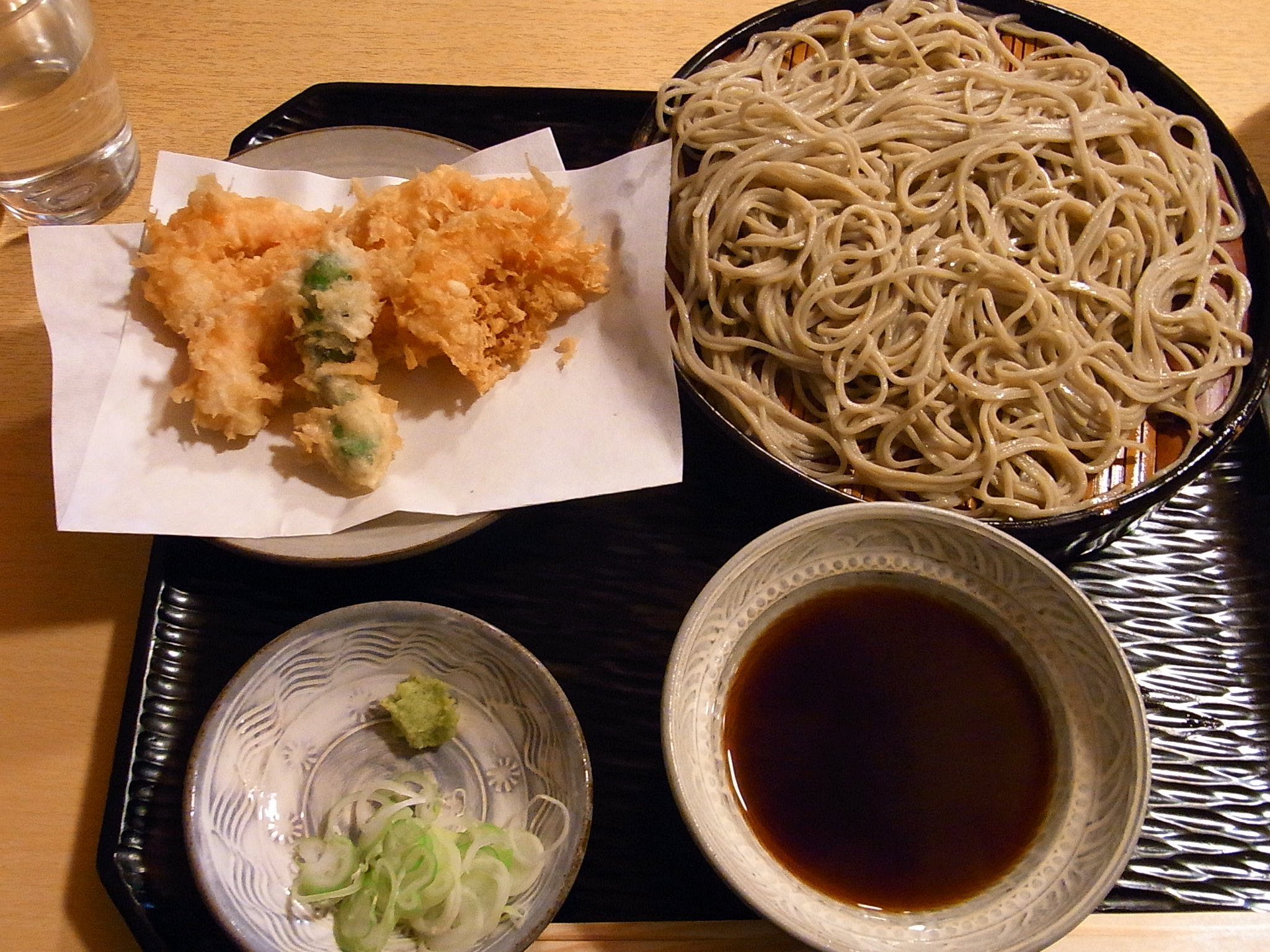
「並木藪蕎麦」の「てんぷらそば」（2010年5月16日撮影）